# موناكا (مجموعة)
موناكا (MONACA) هي مجموعة يابانية لإنتاج الموسيقى.

## النشأة
تأسست في أكتوبر 2004 على يد كييتشي أوكابي.

## الأعضاء
- كييتشي أوكابي
- يوري ميسومي
- ساتورو كوساكي
- ريويتشي تاكادا
- كاكيرو إيشيهاما
- كيغو هواشي
- كييتشي هيروكاوا
- كونيوكي تاكاهاشي
- شوتارو سيو
- أوليفر غود
- إيتا إينوي

### أعضاء سابقون
- كازوهيرو ناكامورا
- هيروموتو ناكايا
- يومي سوغياما
- كيتارو ياماموتو
- هيديكازو تاناكا

## أعمال المجموعة في الدراما اليابانية
- ملاك النقود

## أعمال المجموعة في الأنمي

### مسلسلات أنمي تلفزيونية
- العالم المنعكس في عيني الفتاة التي تنظر إلى السماء
- ووركينغ!!
- ووركينغ'!!
- ووركينغ!!!
- ستار درايفر
- القناة A
- إزحفي يا نياركو-سان
- إزحفي يا نياركو-سان W
- آيكاتسو!
- كوميديا رومانسية شبابي خاطئة كما توقعت.
- ويك أب, جيرلز!
- كنز نانانا ريوغاجو
- كابتن إيرث
- فرسان التنكاي
- البطلة يونا يوكي
- غارو: ختم اللهب
- غارو: القمر القرمزي
- آن هابي
- طاغية الحب
- ملحمة مسيرة الموت إلى العالم الآخر
- أساسينز برايد
- مايسيتسو!
- مكتب نقار الخشب للتحقيق
- برايد أوف أورينج (بالتعاون مع يوهي كيسارا)

### أنمي الإنترنت
- ويك أب، جيرلزوو! (بالتعاون مع أكيوكي تاتياما)
- مونستر سترايك (الموسم الثاني)

### أوفا أنمي
- إزحفي يا نياركو-سان F

### أفلام انمي
- آيكاتسو!
- ويك أب، جيرلز!: النجمات السبع
- ويك أب، جيرلز!: ظل الشباب
- ويك أب، جيرلز!: بيوند ذا بوتوم
- غارو: ديفاين فليم
- مونستر سترايك ذا موفي: إلى مكان البداية

## أعمال المجموعة في ألعاب الفيديو
- نير
- دراكنغارد 3
- أوبرا المحققين ميلكي هولمز

## وصلات خارجية
- موناكا على موقع ميوزك برينز (الإنجليزية)
- الموقع الرسمي